# Cephalodella qionghaiensis
Cephalodella qionghaiensis är en hjuldjursart som beskrevs av Koste och Zhuge 1998. Cephalodella qionghaiensis ingår i släktet Cephalodella och familjen Notommatidae. Inga underarter finns listade i Catalogue of Life.